# Универзитет у Тибингену
Универзитет у Тибингену (лат. Universitas Eberhardina Carolina), званично „Еберхард Карлс универзитет Тибинген“, је државни истраживачки универзитет основан 1477. године, који се убраја у најстарије и најславније универзитете у Немачкој. Један је од једанаест елитних универзитета уврштених у Иницијативу изврсности (Exzellenzinitiative) од стране владе СР Немачке. Основао га је гроф Еберхард, који је касније постао и војвода регије Виртемберг. У свом називу носи и прво име виртембершког војводе Карла Ојгена. У славне студенте овог универзитета убрајају се филозофи Георг Вилхелм Фридрих Хегел, Фридрих Вилхелм Јозеф фон Шелинг, Ернст Блох и Манфред Франк, песник Фридрих Хелдерлин, научници Јохан Кеплер, Алојз Алцхајмер и Ханс Гајгер, теолози Филип Меланхтон, Давид Штраус, Паул Тилих и Мирослав Волф, два председника (Роман Херцог и Хорст Келер) и један канцелар СР Немачке (Курт Георг Кизингер), као и шефови дипломатије Константин фон Нојрат и Клаус Кинкел. Хегел, Шелинг и Хелдерлин су делили собу на Тибингену и то пријатељство оставило је трага на њиховом каснијем стваралаштву, извршивши пресудан утицај на ток немачке класичне идеалистичке филозофије и стварање раног романтичарског покрета у Европи. На универзитету је досад радило десет носилаца Нобелове награде, као и папа Бенедикт XVI. Осам алумниста је овенчано Нобеловом наградом. 
Тибинген се убраја у класичне немачке универзитете, попут оних у Хајделбергу, Марбургу, Фрајбургу, Гетингену и Јени историјски сматране за најпретижније у тој земљи. Постоји извесно историјско ривалство између Хајделберга и Тибингена, аналогно ривалству између престижних британских универзитета у Оксфорду и Кембриџу. Иако се сматра да Тибингеном влада елитистички дух, па се још 1900. о студентском братству у Тибингену говорило као о ”вођи нације” ("Führer der Nation"), унивезитет је ипак био центар студентске побуне 1968. Тибинген је центар и једног од најстаријих академских братстава у Европи - Corps Rhenania Tübingen, које и данас негује традицију академског мачевања. 
Универзитетске клинике, чији је број већи од укупног броја медицинских установа у оближњем, неколико пута већем граду Штутгарту, чине Тибинген једним од најзначајнијих медицинских центара Немачке и битно доприносе укупном буџету универзитета, који је за 2014. годину износио преко 479 милиона евра. У зимском семестру 2013/2014 било је уписано око 28.700 студената, од чега 11% страних.